# Beate
Ne pas confondre avec Béate.

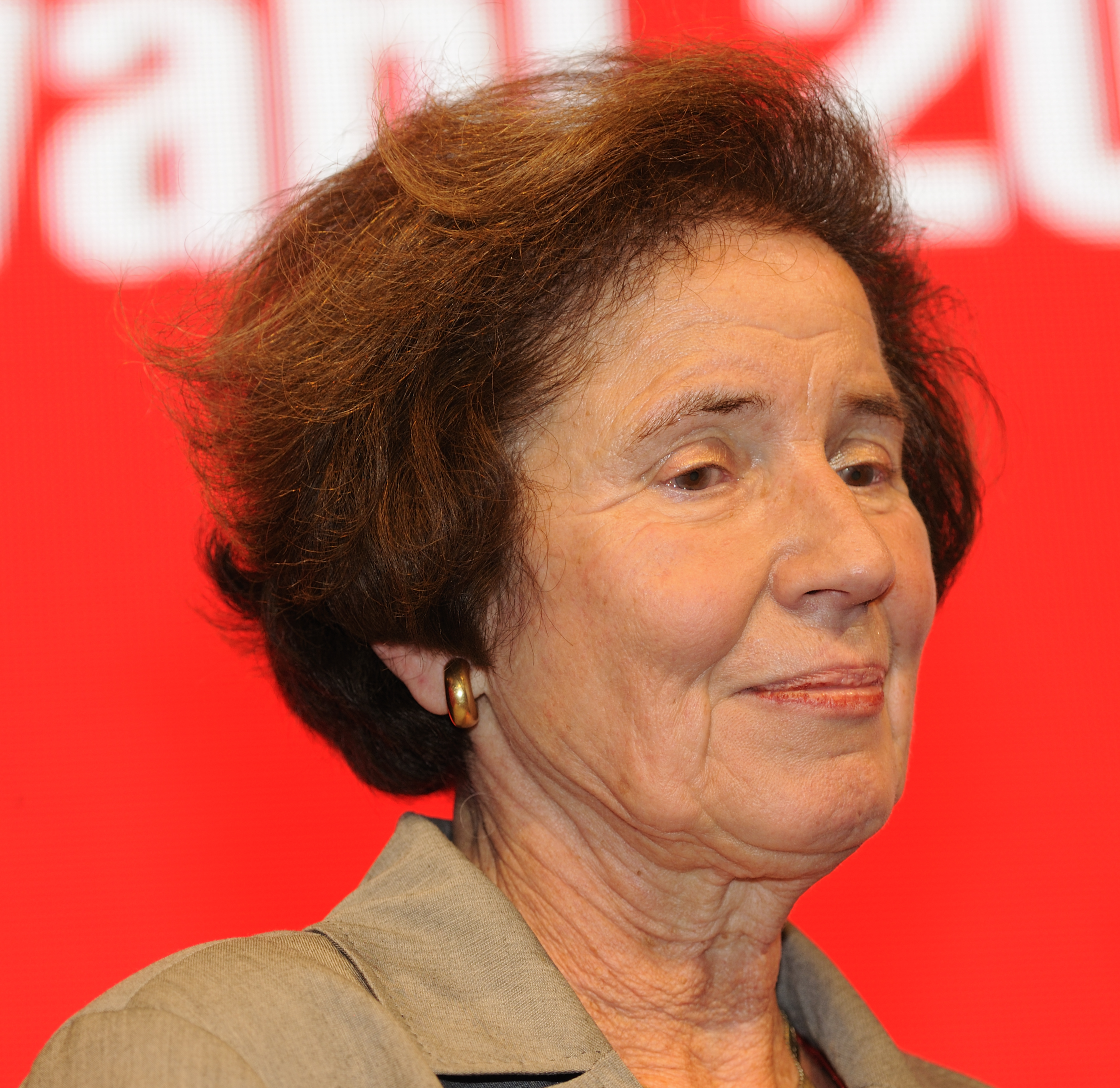
Beate Klarsfeld.

Beate est un prénom féminin allemand. 

## Signification
Ce prénom est dérivé de sa version latine Béatrice. Le prénom Béatrice se compose du préfixe latin beatus qui signifie « heureux », « bienheureux » ou « comblé », et d'un suffixe qui lui donne son sens global : « celle qui apporte le bonheur ».

## Personnalités
Parmi les Beate les plus célèbres, on peut citer :
- Beate Anders
- Beate Bartel
- Beate Barwandt
- Beate Bille
- Beate Eriksen
- Beate Finckh
- Beate Grimsrud
- Beate Habetz
- Beate Hartinger-Klein
- Beate Hermelin
- Beate Klarsfeld
- Beate Koch
- Beate Mainka-Jellinghaus
- Beate Maly
- Beate Meinl-Reisinger
- Beate Merk
- Beate Peters
- Beate Reinstadler
- Beate Salje
- Beate Schnitter
- Beate Schramm
- Beate Schrott
- Beate Seidler
- Beate Sirota Gordon
- Beate Uhse
- Beate Weber
- Beate Zschäpe